# کیشته
کیشته (به لهستانی:  Kisity) یک روستا در لهستان است که در گمینا بارتوشتسه واقع شده‌است.